# Трновица (Зворник)
Трновица је насељено мјесто у граду Зворник, Република Српска, БиХ. Према попису становништва из 2013. у насељу је живјело 662 становника.

## Становништво
| Националност | 1991.          |
| Срби         | 1.026 (99,32%) |
| остали       | 7 (0,68%)      |
| Укупно       | 1.033          |

| Демографија | Демографија | Демографија |
| Година      | Становника  | Становника  |
| ----------- | ----------- | ----------- |
| 1948.       | 524         |             |
| 1953.       | 549         |             |
| 1961.       | 646         |             |
| 1971.       | 703         |             |
| 1981.       | 765         |             |
| 1991.       | 1.035       |             |
| 2013.       | 662         |             |